# Hallbera Guðný Gísladóttir
Hallbera Guðný Gísladóttir, née le 14 septembre 1986 à Akranes, est une footballeuse internationale islandaise, qui joue au poste de arrière gauche à l'IFK Kalmar.

## Biographie

### En club
Hallbera Guðný Gísladóttir est la fille de Gísli Gíslason, ancien maire d'Akranes.
Elle fait ses débuts en équipe première avec l'ÍA Akranes en Coupe d'Islande à l'âge de 16 ans, le 2 juin 2002. La saison suivante, elle ne dispute à nouveau que la Coupe d'Islande. Le 28 mai 2004, Gísladóttir dispute son premier match de championnat de deuxième division. Le 7 juin de la même année, elle inscrit son premier but. L'ÍA Akranes est promu en première division en 2005, avant de redescendre l'année suivante.
En 2005, elle rejoint le Valur Reykjavik, avec qui elle dispute son premier match le 11 mai 2006 en Supercoupe (défaite 5-1 face au Breiðablik Kópavogur). Le 4 juillet, elle inscrit son premier but en première division islandaise. Le Valur remporte cinq championnats consécutifs de 2006 à 2010. Elle découvre aussi la Ligue des champions, sans toutefois dépasser les seizièmes de finale.
En 2012, elle rejoint la Suède et le Piteå IF.
En décembre 2013, elle s'engage en faveur du Torres Calcio. Elle dispute son premier match de Serie A le 11 janvier 2014 contre Brescia (défaite 3-1). Le 30 mars 2014, elle dispute un quart de finale de Ligue des champions face au Turbine Potsdam.
À l'issue de la saison, elle fait son retour en Islande, dans son ancien club du Valur puis au Breiðablik Kópavogur.
En 2017, elle rejoint le Djurgårdens IF avant de revenir au Valur, pour finalement revenir en Suède à l'AIK Fotboll. En 2022, elle rejoint l'IFK Kalmar.

### En sélection
Gísladóttir fait ses débuts avec l'équipe d'Islande le 5 mars 2008 lors d'un match d'Algarve Cup face à la Pologne (victoire 2-0). Elle inscrit son premier but en sélection le 9 mars 2011 lors de la finale Algarve Cup perdue 4-2 face aux États-Unis.
Gísladóttir fait partie des 23 Islandaises sélectionnées pour disputer l'Euro 2013 en Suède. Elle dispute l'intégralité des matchs de la compétition, où les Islandaises atteignent les quarts de finale pour la première fois de leur histoire. Elle dispute aussi l'Euro 2017 aux Pays-Bas, et Gísladóttir dispute aussi les trois matchs du tournoi. Elle est sélectionnée par Thorsteinn Halldórsson pour participer à l'Euro 2022 organisé en Angleterre.

## Palmarès
| Valur Reykjavik - Championnat d'Islande (6) : - Championne : 2006, 2007, 2008, 2009, 2010 et 2019. - Coupe d'Islande (4) : - Vainqueuse : 2006, 2009, 2010 et 2011. - Supercoupe d'Islande (5) : - Vainqueuse : 2007, 2008, 2009, 2010 et 2011. |  | Breiðablik Kópavogur - Championnat d'Islande (1) : - Championne : 2015. - Coupe d'Islande (1) : - Vainqueuse : 2016. - Supercoupe d'Islande (1) : - Vainqueuse : 2016. |